# Facundo Soto
Facundo Cruz Soto (Caballito, Buenos Aires; 8 de septiembre de 1974) más conocido como Facundo Soto es un cantante, músico y compositor de rock argentino, líder de la banda platense de rock Guasones desde 1992.

## Biografía
Soto nació en el barrio de Caballito y vivió por un tiempo en el partido de Ezeiza, antes de instalarse definitivamente en la ciudad de La Plata. Allí estudió en el Colegio Nacional Rafael Hernández.
Antes de dedicarse a la música, Soto fue skater y luego sintió inclinación hacia el fútbol. Jugó en Estudiantes de La Plata y al crecer, se probó en Gimnasia y también en Deportivo Laferrere. Aunque pasó por diversos clubes,  ha reconocido ser hincha de Boca Juniors, siendo su ídolo Juan Román Riquelme.

## Guasones
Soto y un amigo, llamado José Tedesco, quien conoció en una comisaría, decidieron juntarse a tocar y formar su propia banda. Tras esto, nació Guasones. Comenzaron llamándose Nina Roll en homenaje a la abuela de Tedesco, pero adoptarían Guasones al poco tiempo. Luego del paso de distintos integrantes, la banda encuentra su formación definitiva siendo a la fecha, Facundo Soto, Maximiliano Timczyszyn y Damián "Starky" Celedón, los integrantes que permanecen desde su principio. A estos se le suma Esteban Monti en el bajo, quién se agregó unos pocos años después. 
Con esta agrupación, Soto ha editado un total de nueve trabajos discográficos de estudio, tres álbumes en vivo y un álbum  recopilatorio.

Pese a que su estilo esta fuertemente identificado con el grupo inglés The Rolling Stones; estilo denominado Rock stone,  Soto ha manifestado su desvinculación con la subcultura del llamado Rock rolinga.